# Stierncreutz
Stierncreutz är en svensk och finländsk adelsätt från Pernå i Nylands län, Finland, som tidigare hette Teit och har gemensamt ursprung med de adliga ätterna Teet och Teetgren. Ätten uppflyttades 1778 i dåvarande riddarklassen men är sedan 1898 utdöd i Sverige, med en gren fortlevande i USA. Ätten introducerades med nummer 35 på Finlands riddarhus 1818, där den fortlever.
I släktens ingress i Svenska adelns Ättar-taflor står att ätten skulle ha varit kommen från Skottland, varifrån en Henric Teit skulle ha anlänt till Sverige under Birger jarls tid varefter han 1249 "lade Tavastland och Nyland under Sveriges krona". Han skulle därefter ha uppfört en kyrka som han skulle ha uppkallat Pernå efter sin födelseort Pirn. Han skulle ha fört ett vapen med delad sköld, med rött andreaskors i silverfält och i övre tredjedelen 3 stjärnor av silver i rött fält, det vapen som släkten sedermera skulle använda. Att släkten, som åberopats, skulle ha adliga skotska anor är tills vidare vederlagt, då Teit är en klan utan huvudman (en "armigerous" klan). Bristen på tidiga källor gör dock även detta osäkert, då Public Register of All Arms and Bearings in Scotland upprättades först 1672. Den äldste kände stamfadern är en Håkan Jönsson Teit som levde i Tetom i Perno.
Dennes ättlingar skrev sig till Kuskoski och hette Theit, däribland Matts Jönsson Theit som var gift med Brita Larsdotter Creutz, en dotter till ätten Creutz anfader Lars Markusson Creutz i Sarflax och Margareta Larsdotter Ekelöf vars mor var en Jägerhorn. Deras son Lars Matsson Theit skulle ha varit hövitsman över en fänika knektar, och i sitt äktenskap med Margareta Hansdotter fått sonen Mårten Teet.
Denne Mårten Teet skickades enligt Anrep av biskopen i Åbo att studera i Tyskland där han blev magister och sedan hemkommen blev han informator till Gustav Vasas söner. Han fick två söner, assessorn i Bergskollegium Henrik adlad Teet och Johan Teet.
Den 20 oktober 1648 fick kaptenen Johan Matsson Teet adelsbrev och "efter det gamla Teetska vapnet kallad Stierncreutz samt introducerad på Riddarhuset år 1649 under nummer 436. Johan Stierncreutz var även stadsmajor i Dorpat 1648-1656. Han fick sonen Jacob Stierncreutz som var ryttmästare med en majors avsked. Ätten fortlevde på svärdssidan med den senares söner löjtnanten Magnus Johan Stierncreutz, gift med Maria Elisabeth Lilljebrunn. Den ännu fortlevande ätten härstammar från sistnämnda makar. Ida Stjerncreutz var gift med postmästare Gustav Sandberg, och deras dotter Clara Sandberg gifte sig 1908 med Gustaf Elgenstierna.
Grenar av ätten introducerades på Finlands riddarhus. Den där fortlevande ätten härstammar från löjtnanten Johan Zacharias Stierncreutz, gift med Brita Carolina Laurin, som introducerades på nummer 38 bland finländska ridderskapet. I Sverige slocknade ätten på svärdssidan 1898, men den fortlever i Finland, och möjligen i USA dit en medlem av den svenska grenen utflyttade under andra halvan av 1800-talet.

### Övriga källor
- Gabriel Anrep, Svenska adelns Ättar-taflor, volym 4
- Riddarhusets ätt- och vapendatabas